# Sergentomyia lumsdeni
Sergentomyia lumsdeni är en tvåvingeart som först beskrevs av Kirk och Lewis 1950.  Sergentomyia lumsdeni ingår i släktet Sergentomyia och familjen fjärilsmyggor.
Artens utbredningsområde är Uganda. Inga underarter finns listade i Catalogue of Life.